# صف (فیلم)
صف (فیلم) فیلمی به کارگردانی  و نویسندگی علی اصغر عسگریان ساختهٔ سال ۱۳۶۳ است.
مدیر فیلم‌برداری این فیلم، فرخ مجیدی و تدوین‌گر آن مهدی رجاییان می‌باشند.

## بازیگران
- عنایت اله شفیعی
- حسین ایری
- اسماعیل پوررضا
- حسن پورشیرازی
- منوچهر حامدی
- رسول نجفیان
- عزیز حاتمی
- بهرام محمدی
- فریدون کوچکیان
- شهرام یکه تاز
- منوچهر سامعی
- رحیم شاه مرادخانی
- عبداله یاقوتی
- نجف علی هادی
- مجید گل بابایی
- روح انگیز مهتدی
- مانی ایری
- نسرین قاسم زاده
- سیاره انگاشته
- مظفر مقدم
- سیداصغر موسوی
- محمد اله داد
- سعید عزیزی
- ستار اورا
- علی گیتی
- اصغر اکبرزاده
- مهدی رضایی
- مژگان ایری
- مینا هوشیدری